# Navasota River
Navasota River är en flod i Texas, med en total längd av ca 200 km. Den har sina källor nordost om Mount Calm och flyter mot sydväst. Den är biflod till Brazos River. Navasotas stränder är rika på arkeologiska fynd från den tidiga europeiska immigrationens tid då en av immigranternas tidigaste huvudleder gick längs floden.